# دیوید نوکوسکی
دیوید نوکوسکی (انگلیسی: David Nowakowsky; ۱ ژانویهٔ ۱۸۴۸ – ۲۵ ژوئیهٔ ۱۹۲۱) رهبر (موسیقی)، و آهنگساز اهل امپراتوری روسیه بود.